# パドマー・スブラマニヤム

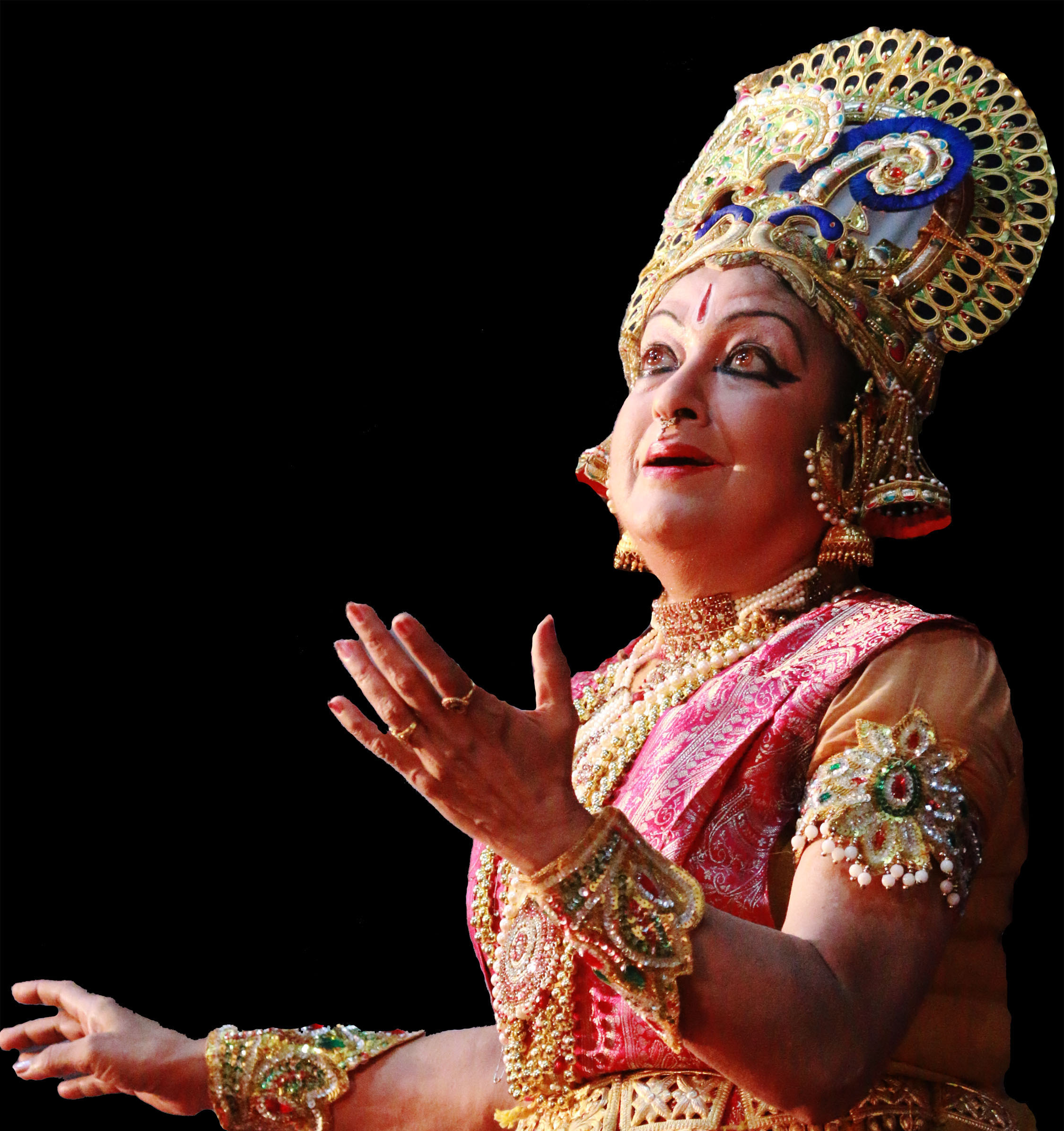
パドマー・スブラマニヤム

パドマー・スブラマニヤム（Padma Subrahmanyam、1943年2月4日 - ）は、インドの舞踊家。
インド古典舞踊バラタナティヤムの第一人者。哲学博士。

## 経歴
1943年、インドのマドラス（現チェンナイ）に生まれる。5歳で古典舞踊を学び始め、14歳で父の設立した舞踊学校で指導にあたる。1963年『ミーナークシー女神の結婚』で初めて振り付けを担当する。同年、マドラス大学卒業。1965年同大学で音楽修士号（民族音楽学）を取得。1975年タミル・ナードゥ州カライマーマニ賞受賞。1979年アンナーマライ大学で哲学博士号を取得。1981年パドマ・シュリー勲章受章。1983年、サンギート・ナータク・アカデミー賞受賞。1984年タミル・ナードゥ州政府賞受賞。1991年マディヤ・プラデーシュ州カーリダース・サンマーン賞受賞。1994年ラジーヴ・ガンディー国家統合賞と福岡アジア文化賞を受賞。

## 主な著作
- 『バーラタ・ムニの芸術 昔と今』ボンベイ、1979年
- 『バーラタ・ムニの芸術に関する理論』マドラス、1985年
- 『ナーティヤ・シャーストラ入門』ペンシルバニア、1988年